# Leopoldo Hurtado Espinosa
Leopoldo Hurtado Espinosa (o Espinoza) (Purépero, Michoacán, 14 de noviembre de 1857 - Ciudad de México, 13 de marzo de 1927) fue un industrial, comerciante y político mexicano. 

## Semblanza biográfica
Fue quinto hijo de don Juan Hurtado Ayala y doña Carlota Espinoza Anaya. Conocido industrial y comerciante de su época. Fundó la tienda La Colmena, en 1882: gran almacén de telas, en la primera calle de Flamencos (después Pino Suárez) esquina con la Plaza de la Constitución, donde ahora están las oficinas del Gobierno del Distrito Federal. En la planta alta tenía su casa habitación.
De 1892 a 1894, construyó la fábrica de San Pedro de Hilados y Tejidos, en Uruapan, Michoacán, como accionista principal, junto con su hermano Nabor Hurtado Espinosa y sus primos Wesceslao Hutado, Silviano Hurtado y Silviano Martínez. La ubicación es a orillas del río Cupatitzio, para asistir a la fábrica de la energía requerida, a través de su planta, misma que dará luz eléctrica por primera vez a Uruapan. El auge se registra entre 1904 y 1905, con capacidad de 200 telares y más de 600 husos.
En 1894, llega a Tlalpan y desde entonces se interesa por mejorar las condiciones de este Ayuntamiento. Contribuyó con la donación económica para la construcción del edificio municipal, actual Delegación, así como del mercado La Paz. Para el mercado, tomó en gran medida, el modelo arquitectónico e ingenieril de la fábrica de San Pedro, como se puede apreciar en los materiales usados en ambas construcciones, hechas con ladrillo rojo y piedra, en estilo fabril.
En la pared central del Mercado se podía leer, todavía a principios de 2009: "Mercado La Paz. Ayuntamiento 1896, 1897 y 1898", letrero que ha sido borrado con nueva pintura. Más tarde, de 1899 a 1902, Leopoldo fue nombrado regidor de Tlalpan.
Fue diputado maderista por el Estado de Michoacán en 1912 y 1913. Y uno de los cinco diputados que votaron por la negativa de renuncia del presidente Francisco I. Madero y del vicepresidente José María Pino Suárez, en la tristemente célebre sesión legislativa de la Cámara de Diputados del 19 de febrero de 1913. Por la renuncia votaron 123 diputados.